# 1283 Komsomolia
1283 Komsomolia је астероид главног астероидног појаса са пречником од приближно 26,87 .
Афел астероида је на удаљености од 3,883 астрономских јединица (АЈ) од Сунца, а перихел на 2,481 АЈ.
Ексцентрицитет орбите износи 0,220, инклинација (нагиб) орбите у односу на раван еклиптике 8,907 степени, а орбитални период износи 2073,780 дана (5,677 година).
Апсолутна магнитуда астероида је 10,30 а геометријски албедо 0,185.
Астероид је откривен 25. септембра 1925. године.